# Hönstavlan
Hönstavlan är en oljemålning, ett stafflimåleri, som konstnären Johan Pasch utförde 1747 tillsammans med konstnären Johan Henrik Scheffel för greve Carl Gustaf Tessins räkning. Hönstavlan föreställer sex hovdamer som hönor med porträttlika kvinnohuvuden och i bakgrunden en galande tupp.
Carl Gustaf Tessin, som var diplomat och politiker, liknade de porträttlika huvudena vid höns och sig själv vid en tupp, som måste gala vid åsynen av deras behag. Huvudena utfördes av Scheffel. Det var ett mode som kom från Frankrike att avbilda människor med djurkroppar eller djurhuvuden. Motivet till denna egenartade tavla framgår av dess tänkespråk (devis): 
"Quel est le Coq maudit, qui ne chanterait pas, 
Ô Poules, en voyant vos traits et vos appas".

## Bakgrund
Lovisa Ulrika av Preussen blev kronprinsessa av Sverige, då hon gifte sig genom ombud i Berlin den 17 juli 1744. Från Berlin eskorterades hon av den svenska ambassadören Tessin och hans hustru Ulla Tessin, född Sparre af Sundby, samt Lotta Sparre. Lotta Sparre tillhörde sedan Lovisa Ulrikas  hovfröknar 1744–1748. Av den uppvaktning som Lovisa Ulrika hade i Preussen behöll hon i Sverige endast några hovbetjänter och Wilhelmine von der Knesebeck, som blev hennes hovfröken. Lovisa Ulrika fick överta den förra drottningens hovstat, som förutom överhovmästarinnan Hedvig Elisabet Strömfelt och kammarfröken Margareta Magdalena Torstensson innefattade hovfröknarna Maria Siöblad, Ernestine von Griesheim, Henrika Juliana von Liewen, Catharina Charlotta De la Gardie, Lotta Sparre och systrarna Ulrika Strömfelt och Agneta Strömfelt. Sällskapet avreste med eskader från Perth på Rügen till Karlskrona.

## Tillkomst
I samband med en hovfest 1747 tillkom den mångomtalade Hönstavlan på initiativ av Carl Gustaf Tessin. Inom en sällskapsorden kallad De små mästarinnors akademi visades målningen för första gången som en av sex tablåer och framförda vid ett sammanträde. I denna akademi vid kronprinsparets hov var alla de sex avbildade hovfröknarna medlemmar. För det planerade skönhetsgalleriet på Drottningholms slott hade Gustaf Lundberg utfört pastellporträtt. Dessa var sedan förlagor till hovfröknarnas huvuden på Paschs målning.
Vid ett tillfälle  sommaren 1747 ska Tessin ha sett hovdamerna "uti nog naturligt tillstånd, under det de skulle påkläda sig". Den fabelmässiga framställningen anspelade på denna händelse. Uppenbarligen var detta en episod som attraherade Tessins fantasi på flera plan. Han var känd som smygtittare och han har själv berättat hur han lyckades öppna en badrumsdörr i smyg för att se en skymt av Marie Louise de Rohan. Till Hönstavlan lät Tessin foga ett par galanta verser, där han liknade hovfröknarna vid höns och sig själv, som så oskyldigt fått se deras behag, vid en munter tupp. Till sin karaktär var målningen alltså strängt privat och avsedd för en trängre krets initierade. Tessin gav målningen till sig själv i julklapp 1747.

## De avbildade
En anteckning på tavlans baksida kom tydligen till på senare tid, eftersom alla de uppräknade personerna var ogifta vid tiden för tavlans tillkomst.
De sex avbildade hovfröknarna på tavlan föreställer:
- Ernestine von Griesheim (1707–1767) var hovfröken hos drottning Lovisa Ulrika, sedan överhovmästarinna hos drottning Sofia Magdalena. Ernestine von Griesheim efterträddes våren 1767 av Charlotta Sparre som tjänstgörande överhovmästarinna hos kronprinsessan Sofia Magdalena och fick formellt titeln hovmästarinna. Hon gifte sig 1752 med överceremonimästaren friherre Gustaf Palmfelt (1711–1758).[5]
- Henrika Juliana von Liewen (1709–1779) blev 1744 hovfröken hos Lovisa Ulrika; hon efterträdde 1747 Margareta Magdalena Torstensson som kammarfröken. Hon tillhörde Lovisa Ulrikas första grupp av hovdamer tillsammans med Catharina Charlotta De la Gardie, Agneta Strömfelt och Ulrika Strömfelt och Charlotta Sparre. Hon gifte sig 1748 med överintendenten, friherre Carl Hårleman.
- Charlotta Sparre (1719–1795) var hovfröken 1744–1748. Hon efterträdde våren 1767 Ernestine von Griesenheim som tjänstgörande hovmästarinna hos kronprinsessan Sofia Magdalena, formellt med titeln hovmästarinna från 1760. Sparre fick riksrådinnevärdighet 1778 och 1780 blev hon överhovmästarinna hos drottningen. Därefter efterträddes hon av Ulrika Strömfelt som överhovmästarinna 1780–1795. Hon gifte sig 1748 med överhovjägmästare greve Carl Reinhold von Fersen.
- Ulrika Strömfelt (1724–1780) blev hovfröken hos Ulrika Eleonora 1739. Hon blev hovfröken till Lovisa Ulrika år 1744, hos vilken hennes syster Agneta Margareta Strömfelt redan varit hovfröken sedan 1741, och kammarfröken 1748. Hon efterträdde Henrika Juliana von Liewen som kammarfröken 1748, och innehade denna post fram till 1756. Hon gifte sig 1756 med riksrådet och överståthållaren, friherre Carl Sparre. Hon blev 1777 även överhovmästarinna.
- Agneta Strömfelt (1725–1761) blev hovfröken hos Lovisa Ulrika 1741, där också systern Ulrika Strömfelt från 1744 var hovfröken. Agneta Strömfelts tvillingbror var fänriken Carl Johan Strömfelt (1725–1745), som stupade i fält. Hon gifte sig 1754 med generalmajoren och landshövdingen, friherre Carl Adlerfelt (1719–1769) i hans andra gifte.
- Catharina Charlotta Taube (1723–1763) var hovfröken hos kronprinsessan Lovisa Ulrika 1744–1748. Hon gifte sig 1748 med generalen, greve Pontus Fredrik De la Gardie.

## Påskrift
| ” | Påskrifter: C.G. Tessin Öfverste Marschalk har låtit måla taflan år 1747 af Taraval. [på baksidan] ; En jetton i silfver blef slagen, som förestälde på ena sidan Portraiterne, och hade på den andra en tupp med omskrift: 'Quel est le coq maudit qui ne chanteroit[?] pas, Poules en voyant vos traits et vos appas.' Framlidna Enkefru Öfverstinnan Wright född Grefvinna Fersen ägde ett större antal af dessa jettoner år 1818. ; Gifven till Gripsholms slott af Fru Grefvinnan Löwenhielm född Fersen 1832. [på spännramen] ; Quel est le coq maudit qui ne chanteroit[?] pas, Poules en voyant vos traits et vos appas. ; Ett plaisanterie i en glad tid af Riks-Rt och öfverste Mn m.m. Gref. C.G. Tessin, som föranstaltade om målandet af Taraval 1747, så ock att en jetton slogs öfver ämnet med ofvanstående till omskrift. [på ramen] | „ |